# 李隆 (成化壬辰進士)
李隆（1440年—？），字世昌，山西平陽府蒲州河津縣人，軍籍。明朝政治人物。進士出身。

## 生平
山西鄉試第三十八名。成化八年（1472年）壬辰科會試第一百六十六名，殿試登進士第三甲第一百二十三名。

## 家族
曾祖父李元禎。祖父李欽。父亲李春。